# John Williams (actor)
John Wiliams (Chalfonts, Buckinghamshire, 15 d'abril de 1903 − La Jolla, Califòrnia, 5 de maig de 1983) va ser un actor de cinema, teatre i televisió anglès. És recordat pel seu paper com l'inspector en cap Hubbard a Dial M For Murder, d'Alfred Hitchcock.

## Biografia
Nascut al comtat anglès de Buckinghamshire, l'actor va començar la seva carrera el 1916, actuant en nombroses obres, entre les quals Peter Pan, The Ruined Lady i The Fake. El 1924 es va traslladar als Estats Units, començant a trepitjar els escenaris de Broadway, on va obtenir un gran èxit amb A Kiss in the Taxi (1925), al costat de Claudette Colbert.
Durant la seva carrera llarga carrera teatral, Williams va actuar amb grans actrius de l'escena nord-americana, incloent-hi Gertrude Lawrence a Pygmalion (1945) i Helen Hayes a Alice Sit by the Fire (1946).
Els compromisos teatrals no li van impedir incursions en el camp del cinema, on va participar com a actor des dels anys 1930.
El 1947 va treballar per primera vegada sota la direcció d'Alfred Hitchcock en la pel·lícula The Paradine Case (1947). El director el va cridar de nou el 1954 per Crim perfecte (1954), on Williams personificava l'inspector Hubbard, quei ja havia interpretat a Broadway en la versió teatral, i que li va fer guanyar el premi Tony de 1953.
Aquest mateix any, Williams va participar en la famosa obra Sabrina (1954), sota la direcció de Billy Wilder, on encarna Thomas Fairchild, el pare de la protagonista (Audrey Hepburn).
A l'any següent, va ser dirigida de nou per Hitchcock a To Catch a Thief (1955), on va interpretar H.H. Hughson, el funcionari irreprotxable de la Lloyd's de Londres, encarregat per la companyia d'assegurances de posar llum en una sèrie de robatoris de joies a la Costa Blava.
El 1957 va ser un dels protagonistes de Testimoni de càrrec (1957), dirigida per Billy Wilder, on va personificar el fiscal Brogan-Moore, amb Sir Wilfrid Robarts (Charles Laughton) en la defensa de Leonard Vole (Tyrone Power) durant el procés on Vole va ser acusat d'assassinat.
Williams va aconseguir un gran èxit com a actor de televisió, especialment durant els anys cinquanta, quan va participar en diversos episodis de la sèrieAlfred Hitchcock Presents. El 1967 es va unir al repartiment d'una altra popular sèrie,Family Affair, interpretant Nigel French, el germà del majordom, Mr French (Sebastian Cabot)

## Filmografia
Cinema
- 1930. The Chumps, dirigida per Mack Sennett (no surt als crèdits)
- 1936. Mr. Deeds Goes to Town, dirigida per Frank Capra (no surt als crèdits)
- 1942. The Next of Kin, dirigida per Thorold Dickinson (no surt als crèdits)
- 1942. The Goose Steps Out, dirigida per Basil Dearden
- 1942. El capatàs se'n va anar a França (The Foreman Went to France), dirigida per Charles Frend
- 1947. The Paradine Case, dirigida per Alfred Hitchcock (no surt als crèdits)
- 1948. A Woman's Vengeance, dirigida per Zoltan Korda
- 1951. Kind Lady, dirigida per John Sturges
- 1951. The Lady and the Bandit, dirigida per Ralph Murphy
- 1952. Thunder in the East, dirigida per Charles Vidor
- 1954. Sabrina, dirigida per Billy Wilder
- 1954. Dial M for Murder, dirigida per Alfred Hitchcock
- 1954. The Student Prince, dirigida per Richard Thorpe
- 1955. To Catch a Thief, dirigida per Alfred Hitchcock
- 1956. D-Day the Sixth of June, dirigida per Henry Koster
- 1956. The Solid Gold Cadillac, dirigida per Richard Quine
- 1957. Will Success Spoil Rock Hunter?, dirigida per Frank Tashlin
- 1957. Island in the Sun, dirigida per Robert Rossen
- 1957. Witness for Prosecution, dirigida per Billy Wilder
- 1959. The Young Philadelphians, dirigida per Vincent Sherman
- 1960. Midnight Lace, dirigida per David Miller
- 1960. Un marcià a Califòrnia (Visit to a Small Planet), dirigida per Norman Taurog
- 1965. Dear Brigitte, dirigida per Henry Koster
- 1965. Harlow, dirigida per Alex Segal
- 1966. The Last of the Secret Agents, dirigida per Norman Abbott
- 1967. Double Trouble, dirigida per Norman Taurog
- 1968. The Secret War of Harry Friggs, dirigida per Jack Smight
- 1968. A Flea in Her Ear, dirigida per Jacques Charon
- 1972. The Hound of the Baskervilles
- 1974. Lost in the Stars, dirigida per Daniel Mann
- 1976. No Deposit, No Return, dirigida per Norman Tokar
- 1978. Hot Lead and Cold Feet, dirigida per Robert Butler

Televisió
- 1955-1959. Alfred Hitchcock Presents
- 1967. Family Affair
- 1972. Colombo
- 1974. Ironside